# Rainer Berg (Fußballspieler)
Rainer Berg (* 21. August 1965 in München) ist ein ehemaliger deutscher Torwart und Torwarttrainer.

## Karriere

### Vereine
Nach den Jugendstationen TSV Neubiberg, TSV 1860 München und SpVgg Unterhaching stand Rainer Berg bis 1985 im Kader der Amateure des FC Bayern München. Anschließend wechselte er in die 2. Bundesliga zum SV Darmstadt 98. In der Saison 1987/88 absolvierte er alle 38 Punktspiele, ansonsten war er meist Ersatztorhüter hinter Wilhelm Huxhorn.
1990 erfolgte der Wechsel zum Bayernligisten TSV 1860 München, für den er bereits in der Jugend spielte. Berg konnte sich sofort als Stammtorhüter etablieren und stieg mit den „Löwen“ am Ende der Saison in die zweite Liga auf. Es folgten Abstieg und Wiederaufstieg. Nach dem Aufstieg in die Bundesliga 1994/95 wurde Berg vom jungen Bernd Meier als „Nummer 1“ verdrängt. Erst 1996/97 kam er mit 23 Punktspielen zu mehr Einsätzen.
Nach Saisonende wechselte er zum Zweitligisten 1. FC Nürnberg, für den er die ersten fünf Saisonspiele bestritt. Die Zusammenarbeit endete aber, nachdem er die Entlassung von Trainer Willi Entenmann kritisiert hatte.
Zur Saison 2000/01 schloss er sich dem in der Regionalliga Süd spielenden SSV Jahn Regensburg als Torwarttrainer und als „Stand-by-Torwart“ im Kader an.
Von 2002 bis 2011 war er ebenfalls Torwarttrainer bei der SpVgg Unterhaching. Sein Vertrag wurde damals nicht verlängert.
Berg absolvierte 33 Bundesligaspiele für den TSV 1860 München, sowie 149 Zweitligaspiele, davon 77 für den SV Darmstadt 98, 67 für den TSV 1860 München und fünf für den 1. FC Nürnberg. Für diese Vereine absolvierte er auch insgesamt zehn DFB-Pokal-Spiele.

### Nationalmannschaft
Sein einziges Länderspiel bestritt Berg am 11. August 1987 in Trier, als er mit der U-21-Nationalmannschaft mit 0:2 gegen die Auswahl Frankreichs verlor.

## Sonstiges
Er hat eine Torwartschule, mit der er mehrere Vereine betreut. Er ist verheiratet und hat ein Kind.